# Fürstlich Greizer Park
Der Fürstlich Greizer Park ist ein weitläufiger Landschaftspark in Greiz in Thüringen mit zahlreichen Denkmälern und Sehenswürdigkeiten. Seit 2009 gilt die gesamte Parkanlage als Kulturdenkmal von nationaler Bedeutung.

## Aufbau und Geographisches

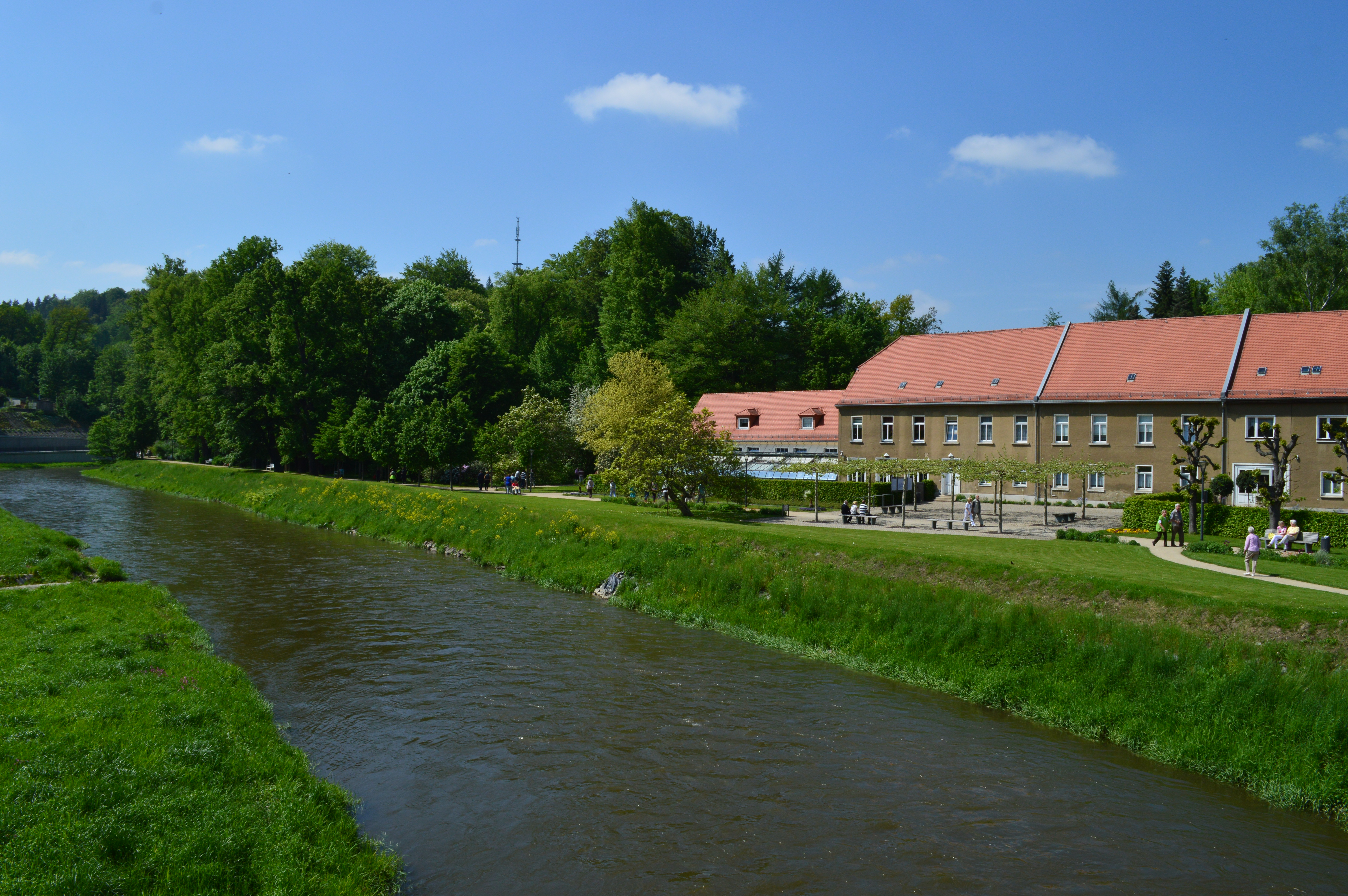
Eingang von der Brückenstraße an der Freiheitsbrücke

Der Park erstreckt sich über eine Fläche von ca. 50 Hektar und wird geographisch im Westen vom Gommlaer Forst, dem Krümmetal und dem Flusslauf der Weißen Elster im Norden und im Süden begrenzt. Im Norden der Anlage gibt es einzelne Ausläufer, die auch über die natürliche Wassergrenze hinausreichen. Im Osten wird der Park durch die dort verlaufende Bahnstrecke Gera Süd–Weischlitz und den Waldrand des Krümmetals eingegrenzt.
Der Lustgarten kann über fünf Eingänge betreten werden, von denen vier der Stadt zugewandt sind: Der Haupteingang an der Brückenstraße, zwei Eingänge an der Parkgasse und einer an der Leonhardtstraße. Nach letzterem ist die Haltestelle Greiz, Parkausgang benannt. Ein weiterer Eingang führt über die Luftbrücke, die den Greizer Park mit dem westlich gelegenen parkähnlich ausgebauten Elsterhang mit der Ida-Höhe verbindet.
In der Mitte des Parks befindet sich der ca. acht Hektar umfassende Binsenteich, welcher von drei Dämmen eingefasst ist. Besonders erwähnt sei hier die Form des Sees, welche einem Eichenblatt ähnelt.

## Geschichte
Die Grundsteine für die Parkanlage wurden ca. 1650 gelegt, als das Küchenhaus beim heutigen Sommerpalais um eine Gartenanlage erweitert wurde. Auf Veranlassung des seinerzeit regierenden Grafen Heinrich II. wurde die bestehende Anlage als Lustgarten im Barockstil umgebaut und im Zeitraum von 1715 bis 1769 um die Orangerie und das Sommerpalais erweitert.
Mit Beginn des 18. Jahrhunderts wurde unter Anleitung von Fürst Heinrich XIII. und später durch seinen Nachfolger Heinrich XIX. eine sukzessive Umgestaltung und Erweiterung zu einem Landschaftspark nach englischem Vorbild durchgeführt. In dieser Zeit entstanden unter anderem die Porzellanrotunde, das Hoftheater und die Hammermühle. Der „Obergreizer Lustgarten“, wie er zu dieser Zeit hieß, wurde 1830 für die Öffentlichkeit zugänglich gemacht.
Ab 1872 wurde die weitere Planung der Gestaltung von Carl Eduard Petzold begleitet und später, mit einigen Abwandlungen, von Rudolph Reinecken umgesetzt. In den folgenden Jahren wurde die Parkanlage um zahlreiche Sehenswürdigkeiten und Denkmäler erweitert.
Nach der Abdankung des Fürstenhauses Reuß im Jahr 1918 ging der Greizer Park und das Sommerpalais an das Land Thüringen über. Es folgten weitere umfangreiche Umgestaltungen und Erweiterungen. 1950 erfolgte die Umbenennung in „Leninpark“, 1990 die Rückbenennung in „Greizer Park“. Seit dem 12. September 1994 gehören die gesamten Liegenschaften der Stiftung Thüringer Schlösser und Gärten.
Seit 2009 gilt die gesamte Parkanlage als Kulturdenkmal von nationaler Bedeutung. Hierbei wurden insbesondere die historischen Leistungen des Fürstenhauses Reuß hervorgehoben. In diesem Zusammenhang erfolgte die offizielle Umbenennung der Anlagen in „Fürstlich Greizer Park“.

## Flora und Fauna
Durch die Gestaltung unter stetiger Einbeziehung der landschaftlich gegebenen Strukturen und der zentralen Gewässer haben sich über die Jahrhunderte hinweg einzigartige Biotope herausgebildet. Hierdurch konnten sich zahlreiche pflanzliche Kulturen ansiedeln. Auch verschiedenste, teils historische Baumbestände und Ansiedlungen von heimischen Tieren prägen das Landschaftsbild des Parks. Aus diesem Grund ist er Anlaufpunkt für eine Vielzahl von Pflanzen- und Tierbeobachtern, unter anderem Ornithologen.

## Hochwasser und Wiederaufbau
In der Geschichte des Greizer Parks wurde dieser bereits mehrfach Opfer verheerender Hochwasser. Jeweils 1733 und 2013 richteten die Hochwasser weitreichende Zerstörungen an. Insbesondere der Wasserschaden 2013 erlangte dabei überregionale Aufmerksamkeit. Dank der Parkverwaltung, der Stiftung Thüringer Schlösser und Gärten sowie einiger privater Zuwendungen wurde 2016 eine umfangreiche Wiederherstellung der Anlagen für 1,5 Millionen Euro vorgenommen. Im Rahmen der Erneuerung wurde auch der Denkmalschutzpreis 2016 verliehen.
Vom Hochwasser 2013 betroffen war auch die Orangerie am Haupteingang des Parks. Anlässlich dessen wird die Anlage seit 2019 grundhaft saniert und umgebaut. Dabei entstehen unter anderem ein Kalthaus mit original traufhohen Fenster, ein Warmhaus, eine Werkstatt sowie Räumlichkeiten für die Parkverwaltung. Zudem wird eine öffentliche Toilette im Gebäude eingerichtet.

## Besondere Sehenswürdigkeiten und Aussichtspunkte

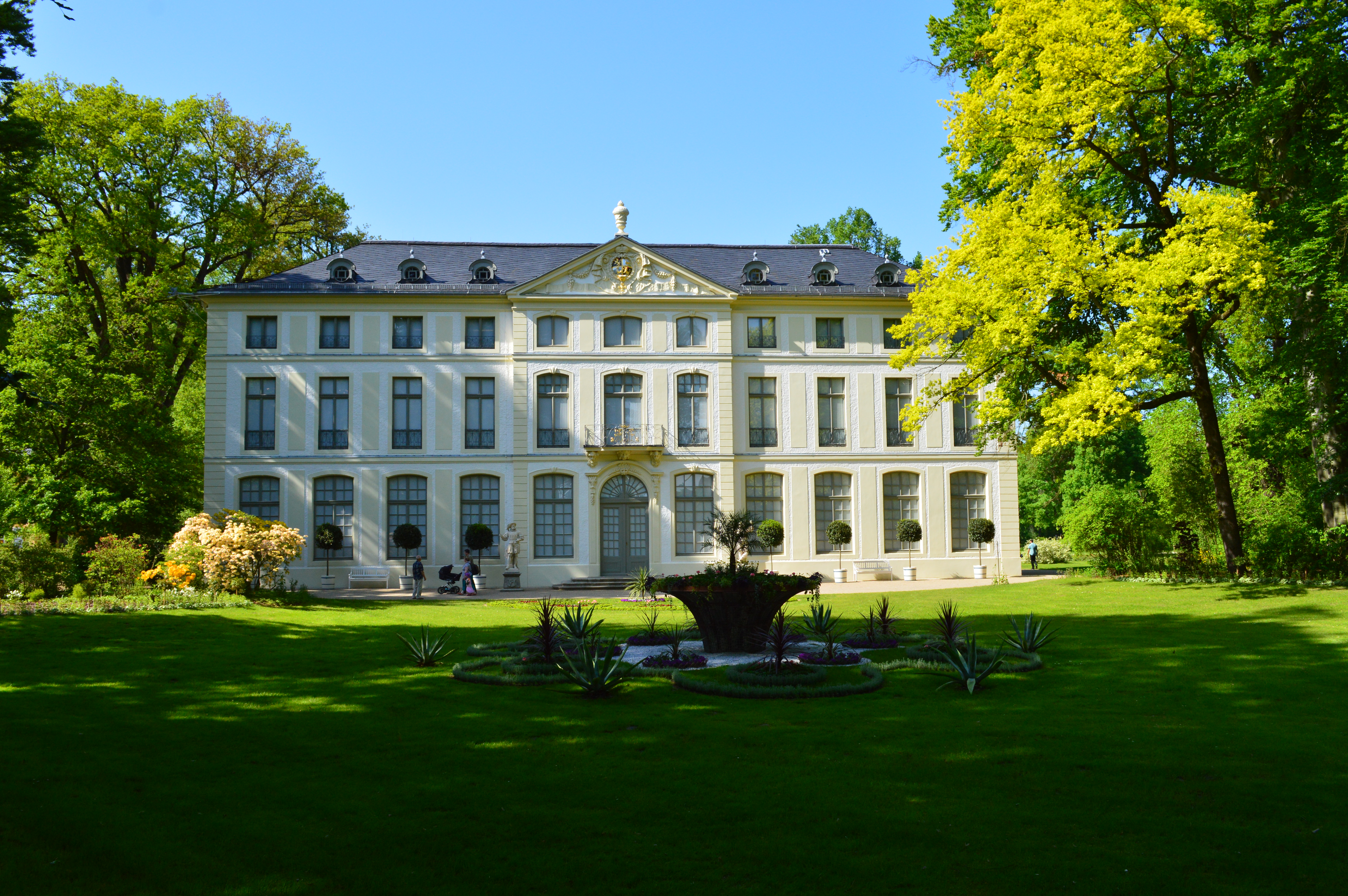
Sommerpalais im Greizer Park

Besondere Punkte innerhalb des Parks sind
- Sommerpalais/Sommerschloss
  - Staatliche Bücher- und Kupferstichsammlung
  - Satiricum
  - KüchenhausSonnenuhr mit Blumenensemble

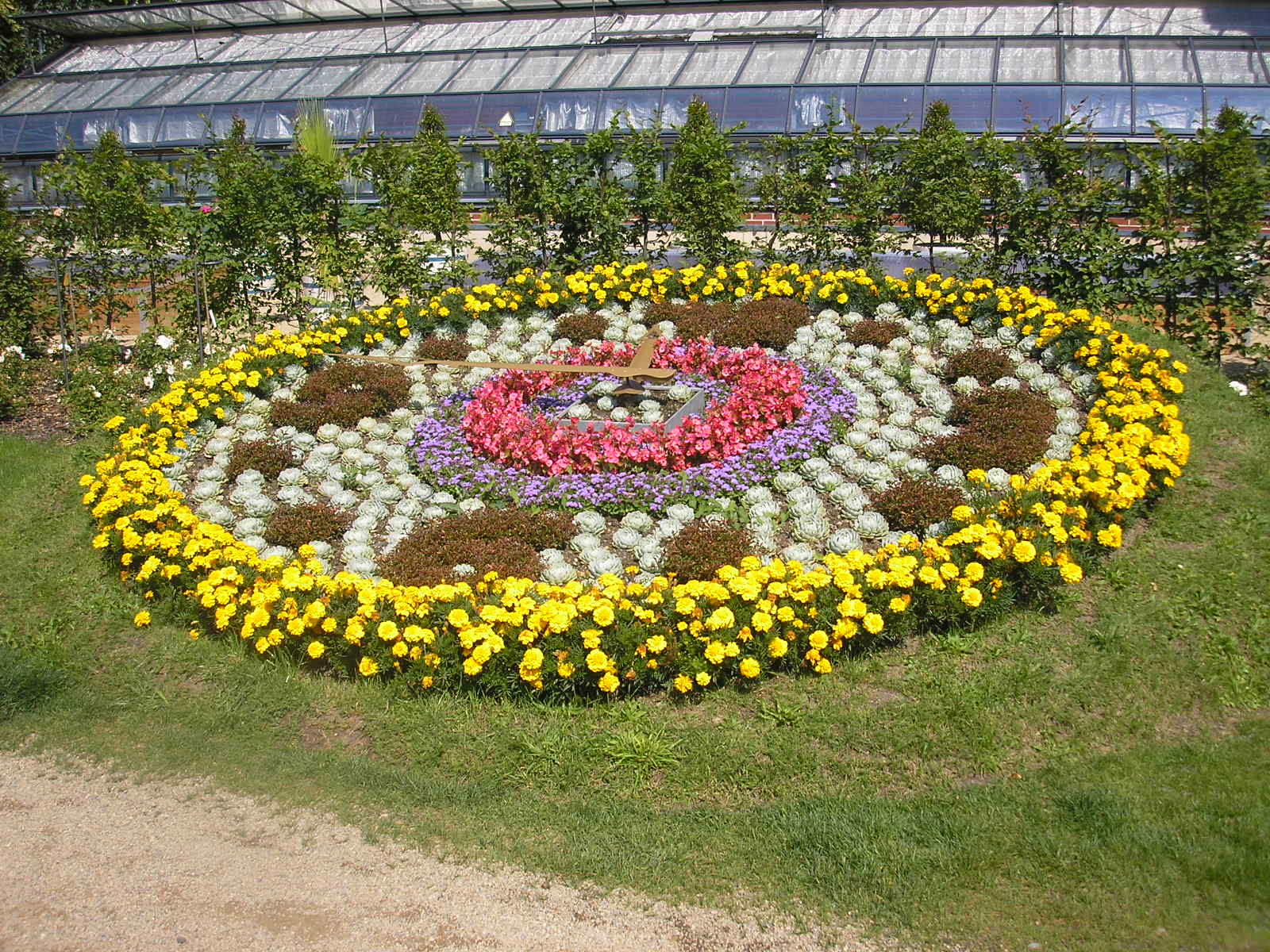
Sonnenuhr mit Blumenensemble

- Sonnenuhr mit großzügigem Blumenensemble
- Binsenteich mit Schwanenhaus
- Orangerie und Palmenhaus
- Luftbrücke
- Hammermühle und Hammerwiesen
- Rindenhaus
- Blumengärten und Pleasureground

## Denkmäler
- Rotunde – Kriegerdenkmal
- Ida-Höhe
- Sophienkreuz

## Trivia
Um den gesamten Park, dessen Anlagen und Ausläufer haben sich in den letzten Jahrhunderten zahlreiche Sagen und Legenden gebildet, die auch heute noch Anklang finden bzw. bei Führungen und anderen Veranstaltungen erzählt werden.
Der Ausbau des Haupteingangs war eines der Begleitprojekte der Bundesgartenschau 2007, die in Gera und Ronneburg stattfand.